# Bergères-lès-Vertus

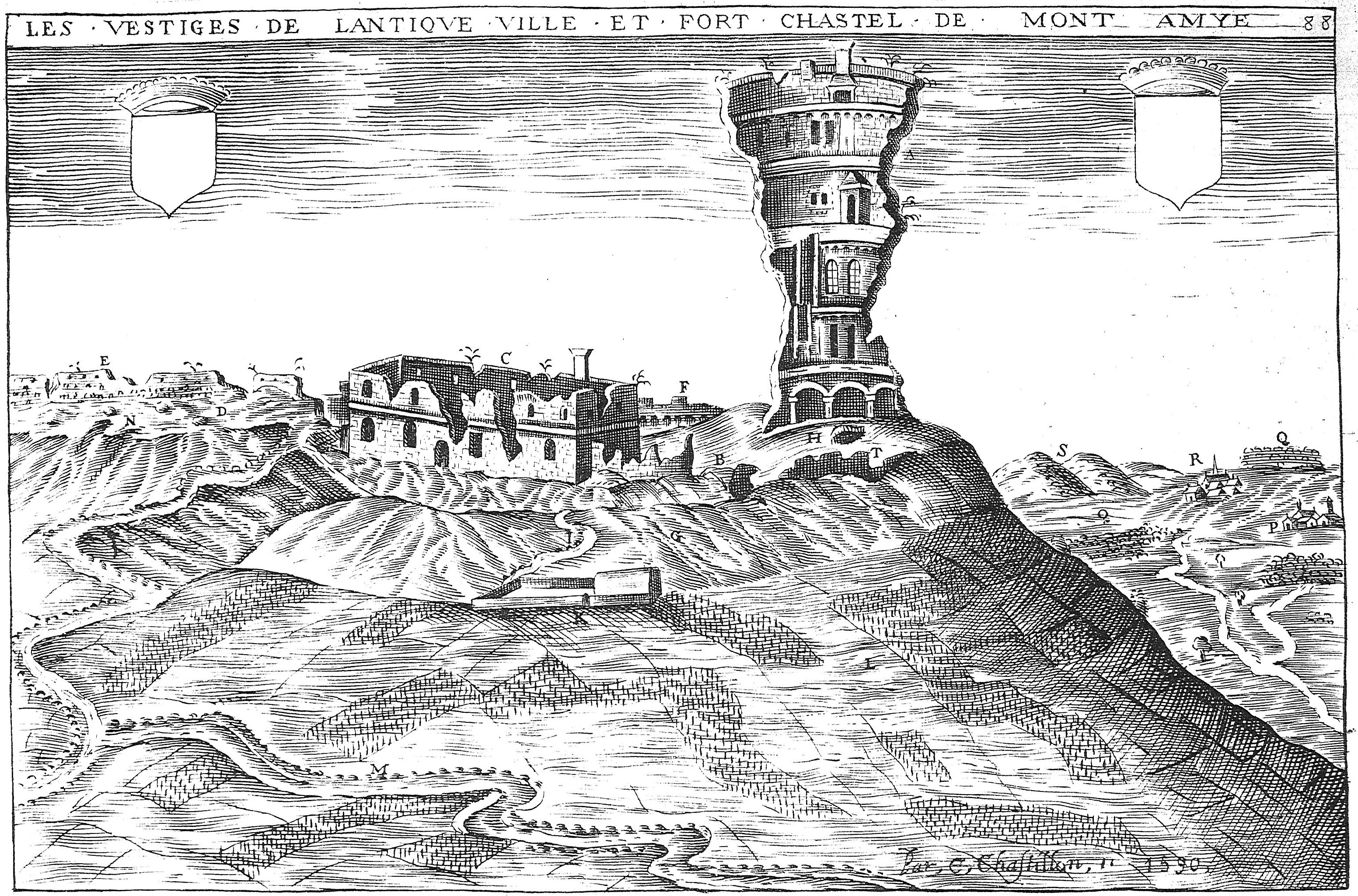
Voormalig kasteel van Mont-Aimé

Bergères-lès-Vertus is een gemeente in het Franse departement Marne (regio Grand Est) en telt 533 inwoners (2004). De plaats maakt deel uit van het arrondissement Epernay. 
Op een heuvel stond in vroegere tijden het kasteel van Mont-Aimé. Het kasteel werd vernietigd tijdens de Honderdjarige Oorlog en definitief gesloopt in de jaren 1800.

## Geografie
De oppervlakte van Bergères-lès-Vertus bedraagt 18,5 km², de bevolkingsdichtheid is 28,8 inwoners per km².
De onderstaande kaart toont de ligging van Bergères-lès-Vertus met de belangrijkste infrastructuur en aangrenzende gemeenten.

## Demografie
Onderstaande figuur toont het verloop van het inwonertal (bron: INSEE-tellingen).